# 八煙溫泉

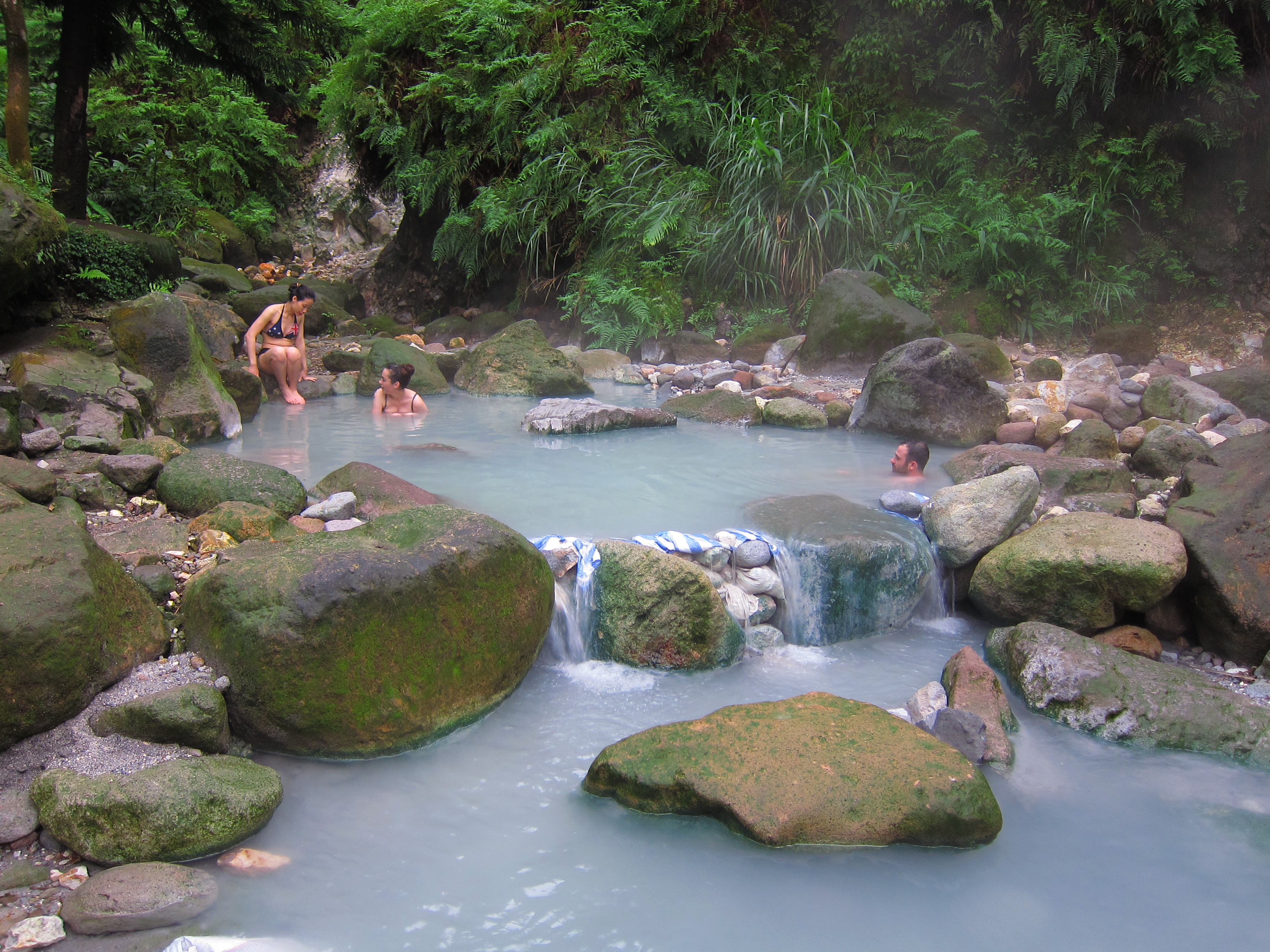
八煙溫泉

八煙溫泉，是位於台灣新北市金山區重和里八煙聚落附近的一處野溪溫泉。在陽明山國家公園範圍內，鄰近天籟渡假酒店以及同名的溫泉會館。

## 地質
在250萬年前形成了金山到新莊的逆衝斷層，斷層線上的破裂地帶引起的火山活動，延續到50萬年至約30萬年前左右才漸漸休止，是為大屯火山群，而位在這條逆衝斷層上的金山區，也產生許多源源不絕的溫泉水脈。
大屯火山群的溫泉地熱活動，分佈在北投與金山間，長約18公里寬約3公里之狹長地帶。熱源由深部向上儲存於五指山層，在七星山馬槽區下方最熱，而火山碎屑岩受熱水換質作用矽化形成黏土，形成本區溫泉之良好覆蓋層，金山岬的溫泉區，正是五指山層於金山區的露出點。

## 泉質
八煙溫泉舊名三重橋，由紫蘇輝石及角閃安山岩所構成，溫泉泉源出露於崩塌的谷地中，數個露頭的泉水匯集注入八煙溪，溫泉瀑布非常壯觀，有多處小型噴氣孔及噴濺熱泉，噴氣孔周圍有針狀硫黃結晶。八煙溫泉的水溫平均約在攝氏40度至75度間，溫泉口泉溫為60~85°C，pH為2~3之間，水質灰白色半透明，富硫磺味，以硫酸根離子（SO4 2-）（~2000 ppm）居多，乃酸性硫酸鹽溫泉。

## 注意事項
由於通往八煙溫泉的道路不良，且溫泉溫度過高會燙傷人，加上溫泉區地質並不穩定，被內政部營建署陽明山國家公園管理處劃定為管制區，禁止一般人在未申請的狀況進入，擅入者會被國家公園警察課以罰鍰。

## 外部連結
- 台灣溫泉探勘服務網—八煙溫泉 （页面存档备份，存于）
- 陽明山國家公園管理處—陽明山冬日泡湯真熱門，八煙野溪溫泉危險多
- 台灣生態工法基金會-台灣環境復興運動